# Vlašská kotlina
Vlašská kotlina je geomorfologickou částí Hornádského podolia. Leží v jeho jihovýchodní části, v údolí Hornádu v okolí města Spišské Vlachy v okrese Spišská Nová Ves.

## Polohopis
Kotlina se nachází v jihovýchodní části Hornádské kotliny, na jižním okraji podcelku Hornádske podolie. Leží v širším okolí města Spišské Vlachy, na obou březích řeky Hornád. Severní okraj plynule přechází do vlastního Hornádského podolia, jižní okraj vymezuje geomorfologická část Hnilických vrchů (podcelek Volovských vrchů).
Ze západu na východ protéká řeka Hornád, která zde přibírá několik menších vodních toků, mezi nimiž jsou Branisko, Klčovský potok či Peklisko.

## Doprava
Údolím Hornádu vede regionálně významná silnice II/547, spojující Spišské Podhradie a Margecany, s pokračováním do Košic. V Spišských Vlaších se na ni připojuje silnice II/536 ze Spišské Nové Vsi. Z okresního města vede rovinatým územím kotliny i významná železniční trať Košice–Žilina, na kterou se v Spišských Vlaších připojuje lokální trať do Spišského Podhradia.

## Turismus
Tato část Hornádské kotliny patří mezi méně turisticky navštěvované lokality a slouží zejména jako východisko do blízkých Volovských vrchů. Historické památky nabízí zejména město Spišské Vlachy a na severním okraji leží národní přírodní rezervace Dreveník. Cyklotrasy na území kotliny a v jejím okolí využívají příznivci cyklistiky.

### Turistické trasy
- po  zelené trase z lokality Za Horou přes Olcnavu do Poráče
- po  žluté značce:
  - ze Spišských Vlachů k chatě Galmus
  - z Olcnavy na rozcestí Zbojský stôl[2]